# 尼倫
尼倫，又名尼魯溫，指出身純潔，與迭列斤蒙古對立。
按《史集》作者拉施德丁的研究意見，阿蘭豁阿與其丈夫朵奔篾兒干所生的長子別勒古訥台與次子不古訥台的後人屬於迭列斤蒙古。而朵奔篾兒干死後阿蘭豁阿所生三个儿子不忽合答吉、不合禿撒勒只、孛端察兒的後人屬於尼倫蒙古。

## 分支
尼倫蒙古主要包括以下部落或分支：
阿蘭豁阿後生三子的后裔
- 三子不忽合答吉後裔合答斤（Qatagin）
- 四子不合禿撒勒只後裔散只兀（Salji'ut）
- 五子孛端察兒後裔孛儿只斤（Borjigin）
  - 養子札只剌歹後裔札答闌/札達蘭（Jadaran，Jadran），名人有扎木合
  - 巴阿里歹後裔巴阿鄰（Ba'arin），名人有豁兒赤、納牙阿、伯顏
  - 沼兀列歹後裔照烈（Jaurait）
  - 巴林失亦剌秃合必赤（八林昔黑剌秃合必畜）
    - 咩撚笃敦（篾年土敦）
      - 合赤曲鲁克
        - 海都
          - 拜姓忽兒（伯升豁儿多黑申）
            - 敦必乃
              - 合不勒（葛不律寒）後裔乞颜（Kiyan），曾孫為成吉思汗
                - 斡勤巴兒合黑
                  - 忽禿黑禿禹兒乞後裔主儿乞（Jurkin）

          - 察剌孩領忽
            - 想昆必勒格
              - 俺巴孩後裔泰赤乌（Taiciut）

            - 別速台後裔别速惕（Basüt），名人有哲別、拜住
            - 速兒忽都忽赤那後裔赤那思（Cinas）

          - 抄真斡兒帖該
            - 斡罗纳儿後裔斡罗纳儿（Oronar），名人有巴歹、启昔礼、哈剌哈孙
            - 晃豁坛後裔晃豁坛（Qongqatan），名人有蒙力克、闊闊出
            - 阿鲁剌後裔阿鲁剌惕（Arlat），名人有博爾朮、孛栾台
            - 雪你惕後裔雪你惕（Sunit），名人有綽兒馬罕
            - 合卜秃儿合思後裔合卜秃儿合思（Qabturqas）
            - 格泥格思後裔合卜秃儿合思（Qabturqas）

      - 合臣後裔那牙勤（Noyakin）
      - 合赤兀、合出剌後裔大小八鲁剌思（Barulas），名人有忽必來、帖木兒、巴布爾
      - 合蘭歹（合阑歹）後裔不答阿惕（Buda'at）
      - 合赤溫後裔阿答儿斤（Hadargin）
      - 納臣把阿禿兒
        - 兀魯兀歹後裔兀鲁兀惕（Uru'ut），名人有朮赤台
        - 忙忽台後裔忙忽惕（Mongqut），名人有畏答兒
        - 失主兀歹後裔失主兀惕（Shijiut）
        - 朵豁剌歹後裔朵豁剌惕（Dughlat）

此外尚有敞失兀惕、速客虔等分支。